# Peace Parks Foundation
Die Peace Parks Foundation (deutsch etwa: „Friedenspark-Stiftung“), die im südlichen Afrika im Jahre 1997 von mehreren Staaten gegründet wurde, versucht mit grenzüberschreitenden Schutzzonen nicht nur die Natur und Kultur zu bewahren, sondern auch eine friedliche Kooperation zwischen benachbarten Staaten zu befördern und zu sichern. Peace Parks in Afrika über Staatsgrenzen hinweg zu errichten, war erst durch die Änderung der politischen Verhältnisse im Süden Afrikas mit dem Ende der Apartheidspolitik möglich.
Die Peace Parks Foundation pflegt Partnerschaften mit Staatsregierungen, nationalen und internationalen Hilfsorganisationen sowie Kooperationen mit Unternehmungen und auch einzelnen Individuen. Der Sitz befindet sich in Stellenbosch.

## Gründung
Die Gründung erfolgte am 1. Februar 1997 durch Prinz Bernhard der Niederlande und Nelson Mandela als gemeinnützige Gesellschaft gegründet. Schirmherren der Peace Parks Foundation im Vorfeld der Gründung waren die Staatschefs von Botswana, Lesotho, Malawi, Mosambik, Simbabwe und Eswatini (damals Swasiland). Eine wichtige Rolle bei der Gründung spielte der südafrikanische Großindustrielle Anton Rupert; die Schirmherrschaft lag bei Nelson Mandela.

“I know of no political movement, no philosophy, no ideology, which does not agree with the peace parks concept as we see it going into fruition today. It is a concept that can be embraced by all. In a world beset by conflicts and division, peace is one of the cornerstones of the future. Peace parks are a building block in this process, not only in our region, but potentially in the entire world.”

„Ich kenne keine politische Bewegung, keine Philosophie und keine Ideologie, die das Peace-Parks-Konzept nicht begrüßen würde. Es ist ein Konzept, bei dem sich alle die Hände reichen können. In einer Welt, die von Konflikten und Spaltung heimgesucht wird, ist Frieden ein Eckstein der Zukunft. Die Peace-Parks sind ein Baustein in diesem Prozess, nicht nur in unserer Region, sondern in der ganzen Welt.“

## Beteiligte Staaten
An der Organisation sind Angola, Botswana, Demokratische Republik Kongo (DRC), Lesotho, Malawi, Mosambik, Namibia, Südafrika, Eswatini, Tansania, Sambia und Simbabwe beteiligt. Insgesamt sind nach derzeitigem Stand 32 Peace Parks im mittleren und südlichen Afrika teils realisiert oder geplant.

## Sponsoren
Für die Parks sind Drittmittel erforderlich. Ferner sind an der Finanzierung die Development Bank of Southern Africa, die United States Agency for International Development, die Kreditanstalt für Wiederaufbau und das deutsche Bundesministerium für wirtschaftliche Zusammenarbeit und Entwicklung beteiligt.

## Konzeption
Mit Errichtung eines Peace Park sind alle Grenzbefestigungen zu entfernen, so dass sich Menschen und Tiere in diesen Gebieten frei bewegen können. Erlaubt sind nur Abgrenzungsanlagen um diese Parks herum, damit unkontrollierte Grenzübertritte zwischen den Staaten verhindert werden können. Die Peace Parks sollen zunächst in erster Linie die traditionellen Wanderungen von Tieren sowie den Zugang zu Gebieten zum Anbau von Nahrungsmitteln und zur Trinkwassergewinnung für die Einheimischen ermöglichen. Mit der Entwicklung der Parks werden aber auch der Tourismus, das wirtschaftliche Wachstum, die Wanderungsbewegungen der einheimischen Bevölkerung und die Verständigung zwischen den Staaten befördert.
Es sind zwischenstaatliche Verträge und Absichtserklärungen zur Errichtung von Peace Parks geschlossen worden. Die Peace Parks Foundation nennt zehn Southern African Peace Parks auf ihrer Website, wie beispielsweise den Kgalagadi-Transfrontier-Nationalpark, der zwischen den Grenzen von Botswana und Südafrika liegt, den Ai-Ais-Richtersveld Transfrontier Park, der sich zwischen Namibia und Südafrika befindet, und den Great Limpopo Transfrontier Park, der den bekannten Krügerpark enthält.
Der größte Park ist die Kavango-Zambezi Transfrontier Conservation Area, die zwischen den fünf Staaten Angola, Botswana, Namibia, Sambia und Simbabwe liegt. Der multinationale Vertrag wurde am 7. Dezember 2006 unterzeichnet und betrifft ein Gebiet in der Größe Italiens. Dieses Projekt wurde mit Fördermitteln in Höhe von 800.000 Euro durch das Bundesministerium für wirtschaftliche Zusammenarbeit und Entwicklung Deutschlands unterstützt. Formal wurde der Park am 19. August 2011 gegründet.

## Peace Parks
Im südlichen Afrika hat sich für die Peace Parks der Begriff Transfrontier Conservations Area (TFCA) bzw. Transfrontier Park (TP) durchgesetzt, was so viel wie „grenzüberschreitender Park“ bedeutet.
Zu den Southern African Peace Parks zählen:
| Park                            | Beteiligte Länder                       |
| ------------------------------- | --------------------------------------- |
| Ai-Ais-Richtersveld TP          | Namibia Südafrika                       |
| Great Limpopo TP                | Mosambik Südafrika Simbabwe             |
| Greater Mapungubwe TFCA         | Botswana Südafrika Simbabwe             |
| Kavango-Zambezi TFCA            | Angola Botswana Namibia Sambia Simbabwe |
| Kgalagadi TP                    | Botswana Südafrika                      |
| Liuwa Plains – Mussuma TFCA     | Angola Sambia                           |
| Lower Zambezi – Mana Pools TFCA | Simbabwe Sambia                         |
| Lubombo TFCA                    | Mosambik Südafrika Eswatini             |
| Malawi-Zambia TFCA              | Malawi Sambia                           |
| Maloti-Drakensberg TFCA         | Lesotho Südafrika                       |